# Station Dorfmark
Station Dorfmark (Bahnhof Dorfmark) is een spoorwegstation in de Duitse plaats Dorfmark in de deelstaat Nedersaksen. Het station ligt aan de spoorlijn Walsrode - Buchholz. 

## Indeling
Het station had drie zijperrons, waarvan alleen spoor 2 en 3 nog gebruikt worden. Het eerste perron is bijna volledig overwoekerd. De twee andere perrons zijn langs een onbeveiligd overpad te bereiken. Op deze perrons staan, in verband met de veiligheid, geen bakjes of abri's. Voor het station ligt er een bushalte en is er een fietsenstalling.

## Verbindingen
Het station wordt bediend door treinen van erixx. De volgende treinserie doet het station Dorfmark aan:
| Serie | Treinsoort           | Route                                                                    | Bijzonderheden |
| ----- | -------------------- | ------------------------------------------------------------------------ | -------------- |
| RB 38 | Regionalbahn (Erixx) | Buchholz (Nordheide) – Soltau (Han) – Dorfmark – Walsrode – Hannover Hbf |                |